# Claude Gouffier

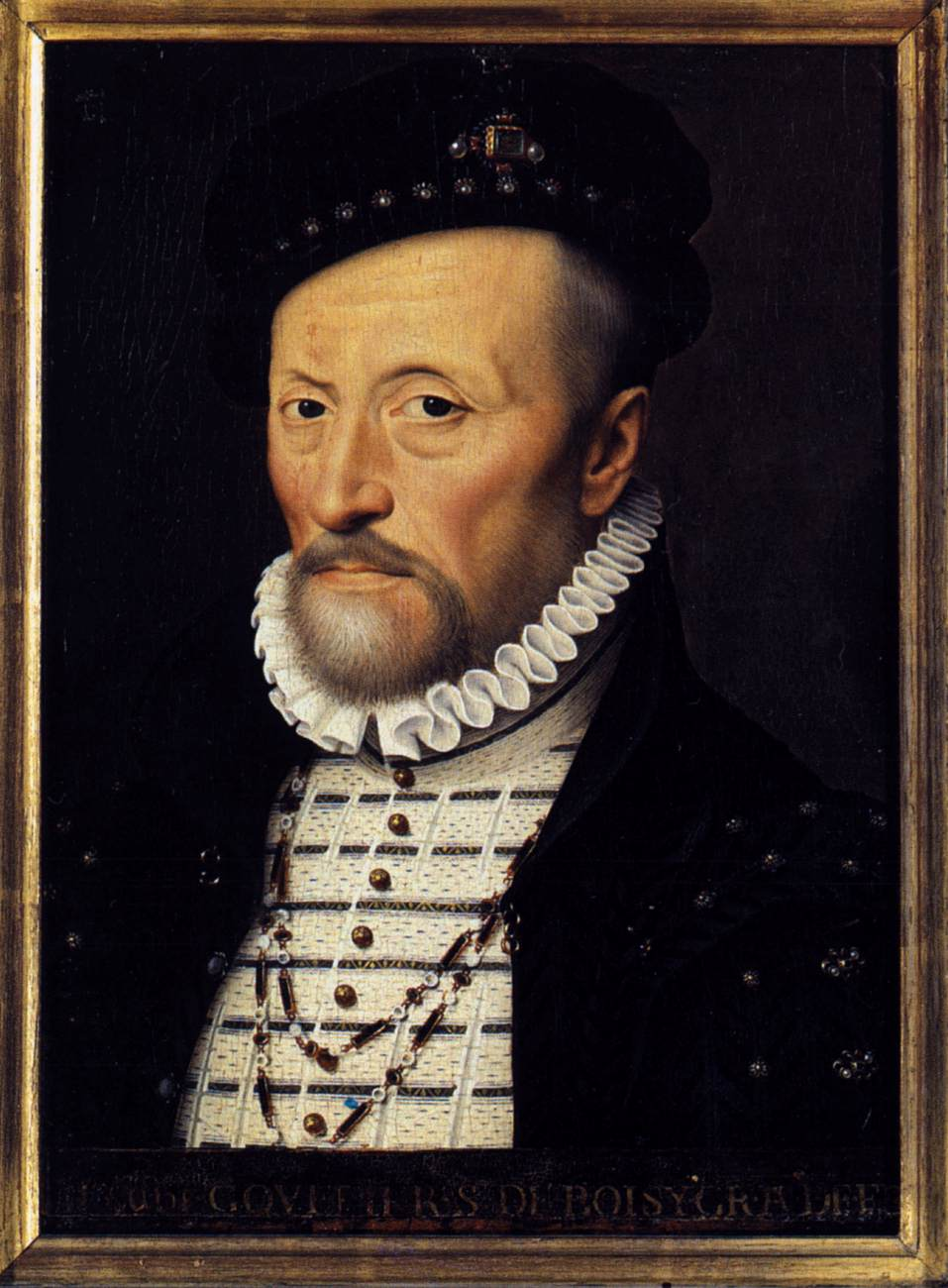
Porträt von Claude Gouffier von François Clouet, um 1568, Schloss Versailles

Claude Gouffier (* um 1501; † 1570 in Villers-Cotterêts) war ein französischer Adliger und Büchersammler. Er war Duc de Roannais, Marquis de Boisy, Comte de Maulévrier, Comte de Caravas, Seigneur d’Oiron, Großstallmeister von Frankreich

## Leben
Claude Gouffier war der einzige Sohn von Artus Gouffier, Großmeister von Frankreich, und Hélène de Hangest. 1519 beerbte er seinen Vater und wurde am 3. November 1519 bzw. 26. April 1520 Capitaine von Amboise und Chinon (Stadt und Schloss). 1520 wurde er Bailli von Vermandois. Er kämpfte in der Schlacht bei Pavia (1525), in der er ebenso wie König Franz I. in Gefangenschaft geriet.
1533 wurde er Ritter im Ordre de Saint-Michel. Am 23. Juli 1537 wurde er zum Premier Gentilhomme de la Chambre du Roi ernannt, im August 1542 zum Comte de Maulévrier. Am 22. Oktober 1546 wurde er Großstallmeister von Frankreich.
Am 23. November 1558 erwarb er vom König die Herrschaft Chinon. Im Mai 1564 wurde er zum Marquis de Boisy ernannt, wozu die Baronien La Mothe-Saint-Romain, Roanne und Boisy zusammengelegt wurden. Im November 1566 wurde der Herzogstitel seines Vaters, der seinerzeit vor dessen Tod vom Parlement nicht mehr registriert werden konnte und deswegen nicht erblich war, erneut vergeben.

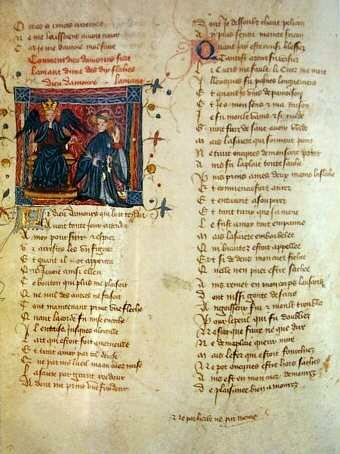
Doppelseite des Gouffier-Manuskripts des Rosenromans von Jean de Meung und Guillaume de Lorris, 15. Jahrhundert, Czartoryski-Museum in Krakau

Sein Hauptaugenmerk galt jedoch dem Sammeln von Büchern, Bildern und seltenen Objekten. Er war „ein Sammler eines im Wesentlichen modernen Typs. Er kaufte Autographen und historische Porträts, sowie seltene Manuskripte und gute Exemplare von Drucken, und achtete darauf, seine Bücher gut in einen modisch gemalten Einband gekleidet zu haben.“
Claude Gouffier testierte am 3. Juni 1570 und starb im gleichen Jahr in Villers-Cotterêts.

## Ehe und Familie
Claude Gouffier war fünf Mal verheiratet. Seine erste Ehe schloss er in Saint-Denis per Ehevertrag vom 13. Januar 1526 mit Jacqueline (alias Catherine) de La Trémoille (* um 1510; † 4. Oktober 1544 in Chinon), Dame de Château-Renard, Jonvelle, Dracy, Saint-Loup et Conflans, Tochter von Georges de La Trémoille, Seigneur de Jonvelle, und Madeleine, Dame d’Azay. Aus dieser Ehe hatte er eine Tochter:
- Claude (* um 1526; † nach 4. Februar 1565); ⚭ (Ehevertrag 15. Februar 1549) Léonor Chabot (* um 1526; † 12. Juli 1597 in Saint-Jean-de-Losne), Comte de Charny et de Buzançais, Seigneur de Pagny, Grand Écuyer de France, Lieutenant-général du Gouvernement de Bourgogne, Sohn von Philippe Chabot, Comte de Charny et de Buzançais, und Françoise de Longwy, Dame de Pagny et de Mirebeau

Am 13. (oder 23. Dezember 1545) heiratete er im Louvre per Ehevertrag Françoise de Brosse, genannt de Bretagne (* um 1515; † 26. November 1558 in Oiron im Kindbett), Tochter von René de Brosse, genannt de Bretagne, Comte de Penthièvre, Vicomte de Bridiers, Baron de L’Aigle, und Jeanne de Compeys dite de Grussy, Dame de Palluau, de Bourg-Charente, de Pouzauges et de Saint-Leu (Haus Brosse). Ihre Kinder waren:
- Gilbert (* 6. Januar 1553; † 16. Oktober 1582), Duc de Roannais (1570), Marquis de Boisy, Comte de Maulévrier, Seigneur d’Oiron; ⚭ (Ehevertrag 30. März 1572) Jeanne de Cossé (* um 1552; † nach 1592), Dame de Gonnor, Tochter von Artus de Cossé, Comte de Secondigny, Seigneur de Gonnor, Marschall von Frankreich, und Françoise du Bouchet, sie heiratete in zweiter Ehe Antoine de Silly, Comte de La Rochepot, Baron de Montmirail, Sohn von Louis de Silly, Seigneur de La Roche-Guyon, und Anne de Laval, Dame d’Acquigny et de La Rochepot
- Artus (* 11. November 1555), Comte de Caravas et de Passavant, 1567 bezeugt; ⚭ Catherine de Mars, Tochter von Mathurin de Mars, Seigneur de Sainte-Agathe bei Dinan, und Peronelle de Cambout, Witwe von François de Daillon, Seigneur de Château-Bouchet (Haus Daillon)
- Claude (* 1556; † 1618), Baron de Palluau, Comte de Passavant et de Saint-Loup, dann Comte de Caravas; ⚭ 31. Januar 1602 Marie Miron (~ 2. Februar 1577 in Nantes), Tochter von François Miron, Général des Finances en Bretagne, und Marie Renée de Chefdebien

Am 25. Juni 1559 heiratete er in dritter Ehe Marie de Gaignon (* um 1530; † 15. März 1565), Tochter von Jean de Gaignon, Seigneur de Saint-Bohaire, und Marguerite Châtaignier; die Ehe blieb ohne Nachkommen.
Am (4) 16. Januar 1567) heiratete er per Ehevertrag Claude de Beaune, Dame de Châteaubrun et de La Carte († 1571 ?), Tochter von Guillaume de Beaune, Seigneur de Semblançay, und Bonne Cottereau, Witwe von Louis Bugenis, Premier Medecin du Roi. Auch diese Ehe blieb kinderlos.
Seine fünfte Ehe schloss er 1569 mit Antoinette de Maillé de La Tour-Landry, Dame de Saint-Mars et de La Jaille (* um 1532), testiert 20. März 1585, Tochter von Jean de Maillé, Baron de La Tour-Landry, Comte de Châteauroux, und Jeanne Chabot, Witwe von (1) René le Porc de La Porte, Baron de Vezins en Anjou, und (2) Claude de La Trémoille, Baron de Noirmoutier. Ihre Kinder waren:
- François (* 1560), Malteserordensritter, Seigneur de Bourg-Charente
- Charles (* 1561), Comte de Caravas
- Louis (* 1562), Baron de Saint-Loup
- Paul (* 1563; † jung), Seigneur de Pouzauges
- Léon (* 1564), Abt von Genestou
- Claude (* 1565; † jung)